# Gaal Karolina
Gaal Karolina (Vörös Lászlóné, V. Gaál Karolina, Tiszainoka, 1825. szeptember 29. – Budapest, 1907. március 19.) írónő.

## Élete
Gaal Pál jegyző és Vörös Julianna lánya. Tiszainokán született, ahol szüleinek és rokonainak gondjai alatt növekedett fel. Később atyját Kenderesre tették jegyzőnek; itt élt ő a szülői házban 12 éves koráig, midőn atyja elvesztette hivatalát és ő rokonaihoz került nevelésbe. Ekkor egyik rokona (Kalocsa Róza írónő édesanyja) kézi munkára tanította. 
Sokat olvasott és már 16 éves korában beszélyeket kezdett írni. 1852-ben édesanyjának unokaöccse, Vörös László püspöki mérnök Vácon vette nőűl; férje 1886-ban meghalt és ő leányával szerény visszavonultságban élt Vácon közel két évtizeden keresztül. 
1907-ben hunyt el Budapesten, 82 éves korában aggkori végelgyengülés következtében. Utolsó éveiben az írók segélyegylete támogatta, s ezen egyesület is temette el 1907. március 21-én.
Beszélyeket írt az Emilia által szerkesztett Családi Körbe (1860-tól), Friebeisz Nefelejtsébe (1863), a Beregbe, a szatmári Szamosba, a Tóth Kálmánné (Flóra) Virágcsokor c. lapjába, az Ungvári Közlönybe (Jovanovics szerk. alatt; A fő erdész és A vadormi kastély, egy-egy kötetes regények), a Nővilágba (Nőuralom c. irányczikke), Szabó Richárd Gyermekbarátjába s Remellay Gusztáv Ifjusági Lapjába (leginkább tündérmeséket); a Magyar Házi Asszonyban, a Képes Családi Lapokban, a Rózsa Kálmán Nemzeti Hírlapjában, a Budapesti Újságban és a Singer Mihály Emberbarátjában szintén több beszélye jelent meg; a Váczi Közlönynek pedig évekig munkatársa volt.

## Munkái
- Egy sirkertőr Mátyás király korából. Kecskemét, 1859.
- Valeria. Eredeti regény. Bpest, 1883. (és 1886. Bpest.)
- A szökevények. Regény. Bpest. 1885.
- A gyűrű titka. Regény, Bpest, 1887. Három kötet.
- A mai férfiak. Regény. Bpest, 1890. Három kötet.
- Szerelem a sírig. Regény, Budapest: Hungaria Ny., [1890 körül].
- Végzetes látogatás. Regény, Bpest, 1891.
- Négy Parti Györgyné. Regény, Bpest, 1892.
- A királyi tanácsos leánya. Társadalmi regény. Debreczen, 1892.
- A ki birja marja. Regény. Bpest, 1893.
- A kit kétszer eladtak. Regény. Bpest, 1893.
- A szerelem örvényei. Regény. Bpest, 1893.
- Egy perc következménye. Regény. Budapest, Neumayer Ny., [1895].
- Kitaszítva. Regény. Bpest, 1896.
- A végzet útjai. Regény, 1-2. köt. Budapest, Wodianer, 1901.

### Regényei újságokban
Az Igazmondóban (A lelkész leánya), a Budapestben (1883. A szerelmes levél, 1884. Az öngyilkos árvája, 2 kötet, A gyáros leánya, 2. k., 1886. Egy ármányos nő, 3. k., A kiket hiában kerestek, 3. k., 1887. Gyönyör és borzalom, 2. k., Az aranyosi várkastély réme. 3. k., A kalandorok, 2. k., 1888. A sors keze, Örvény körűl, 3. k., 1889. Szülők nélkül. A hetedik gyermek, Hol a menyasszony, Utolsó szerelem, 1890. A szerelem utjai, a kit eltemettek, A vetélytársnő, Örökbe fogadott leány, 1891. Világ csaló, 2. k., Az elcserélt gyermek, Az elátkozott, Nagyvilágban kisvilág, A sógornő, 2. k., 1892. A kik eltüntek, Rejtett titkok, A cselszövő, Tövises pályán, 2. k., Az árva, 2. k., A gőzmalmos leánya, 2. k., 1893. Nehéz küzdelmek, A szerelem harcza, 1894. Hova lett a férj?), a Képes Családi Lapokban (1885. A falusi rokonok), a Hazletonban (Amerika) megjelenő Önállás c. lapban (1893. A mai hölgyek.)

### Színművei
- Nő kerestetik, vígjáték 3 felvonásban (Először adták elő 1863. június 30-án a Budai Népszínházban; azután Érsekújvárt, Nyitrán és másutt is);
- Napam asszony, vígjáték 3 felvonásban (Játékszinre került 1863-ban Nagykőrösön, azután Makón.)